# Hell's Half Acre

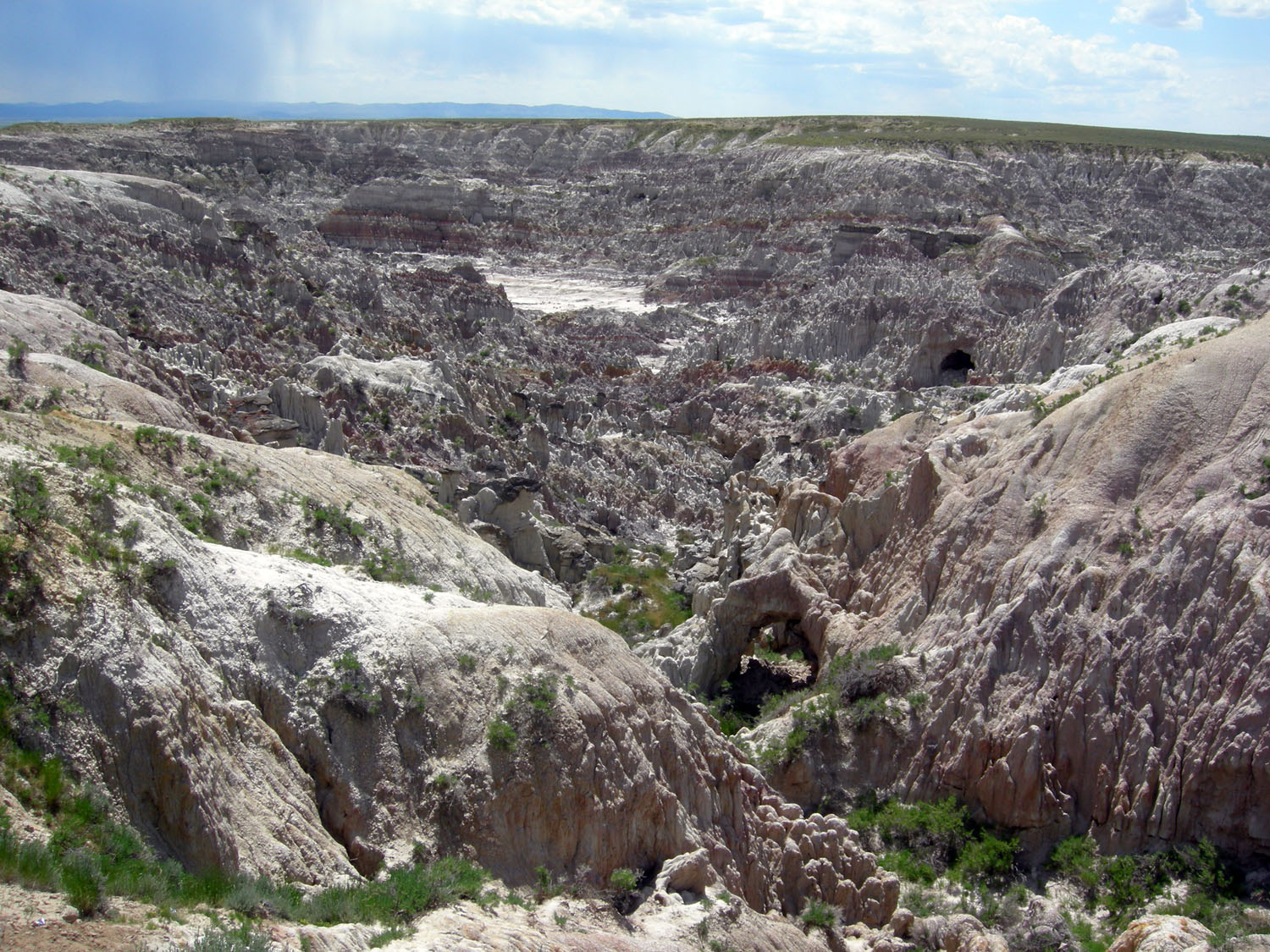
I calanchi di Hell's Half Acre

Hell's Half Acre (Il mezzo acro dell'inferno, in italiano) è una scarpata localizzata 64 chilometri ad ovest della città di Casper (Wyoming), negli Stati Uniti, lungo la strada U.S. Route 20. Questa singolarità geologica ricopre un'area di 1,3 km² e si caratterizza per un insieme di profondi burroni, grotte, formazioni rocciose e pietre erose dagli agenti atmosferici. La zona era in passato nota con altri nomi quali "The Devil's Kitchen" (La cucina del diavolo), "The Pits of Hades" (Le gallerie di Ade) e "The Baby Grand Canyon" (Il piccolo Grand Canyon).
I Nativi Americani utilizzavano questi dirupi per il salto del bufalo durante le loro battute di caccia.
Nel dicembre del 2005, tutte le strutture ricettive (ristoranti, motel e campeggi) costruite nei pressi dei burroni sono state chiuse e l'area è stata recintata.

## Nel cinema
Hell's Half Acre è stato utilizzato per riprodurre le fattezze dell'immaginario pianeta Klendathu nel film Starship Troopers di Paul Verhoeven.